# 新加坡貨運航空
新加坡货运航空或新加坡航空货运（英語：Singapore Airlines Cargo），簡稱「新航貨運」（SIA Cargo），是新加坡一間以樟宜國際機場為主要基地的貨運航空公司，成立於2001年，為新加坡航空公司的全資附屬子公司，也是WOW货运联盟成員之一。
新航貨運現管理新加坡航空公司7架全貨機及96架客機、另外勝安航空33架客機、酷虎航空45架客機及酷鳥航空5架客機之貨艙也由新航貨運管理營運，平均運載貨物超過80億噸。此外，該公司還擁有長城航空25%之股權，長城航空現租有2架來自新航貨運的波音747-412F全貨機型，營運之航線為上海浦東機場至阿姆斯特丹機場的貨運航班。新航貨運已於2018年3月31日結束營運，並於2018年4月1日回歸新加坡航空，作為新加坡航空公司貨運部繼續營運。

## 沿革
2001年7月1日，新加坡航空將自身的貨運部門分拆出來並組建「新加坡航空貨運」，以全權負責新航的貨運業務。同年10月1日，新航貨運與漢莎貨運航空和北歐航空貨運集團共同創立並加入了「WOW航空聯盟」，而原日本航空貨運（JAL Cargo）亦在2002年7月5日加入。
新航貨運不斷開通新的貨運航線，包括在2001年10月31日啟用的「新加坡－香港－達拉斯－芝加哥－布魯塞爾－奈洛比－新加坡」環球航線，以及在2004年3月啟用的「紐約－布魯塞爾－科威特－可倫坡－新加坡」航線。

## 航點
新航貨運的服務網絡遍及全球19個城市，其中15個城市同屬於新加坡航空目的地，而另外4個城市（布魯塞爾、達拉斯、奈洛比、夏爾迦）則為新航的航務空白區。新航貨運在中東和歐洲地區的主要樞紐分別為阿聯酋的沙迦國際機場以及比利時的布魯塞爾機場，而次要樞紐則為荷蘭的阿姆斯特丹史基浦機場，重點地位僅在新加坡、沙迦和布魯塞爾之下。

## 機隊

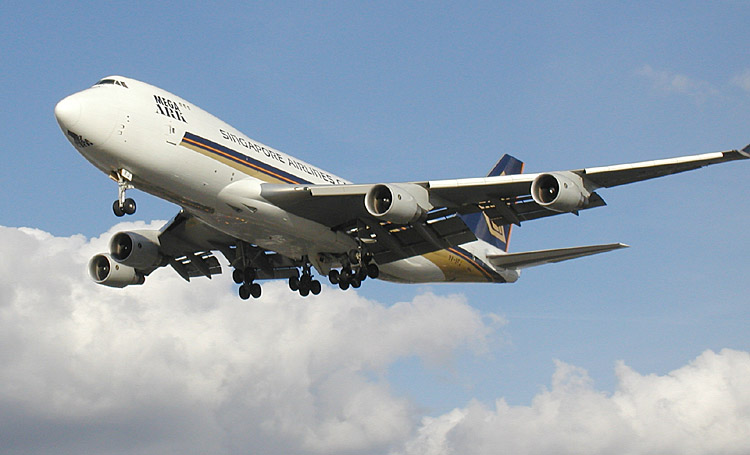
新航貨運的波音747在倫敦希斯路國際機場作五邊進場

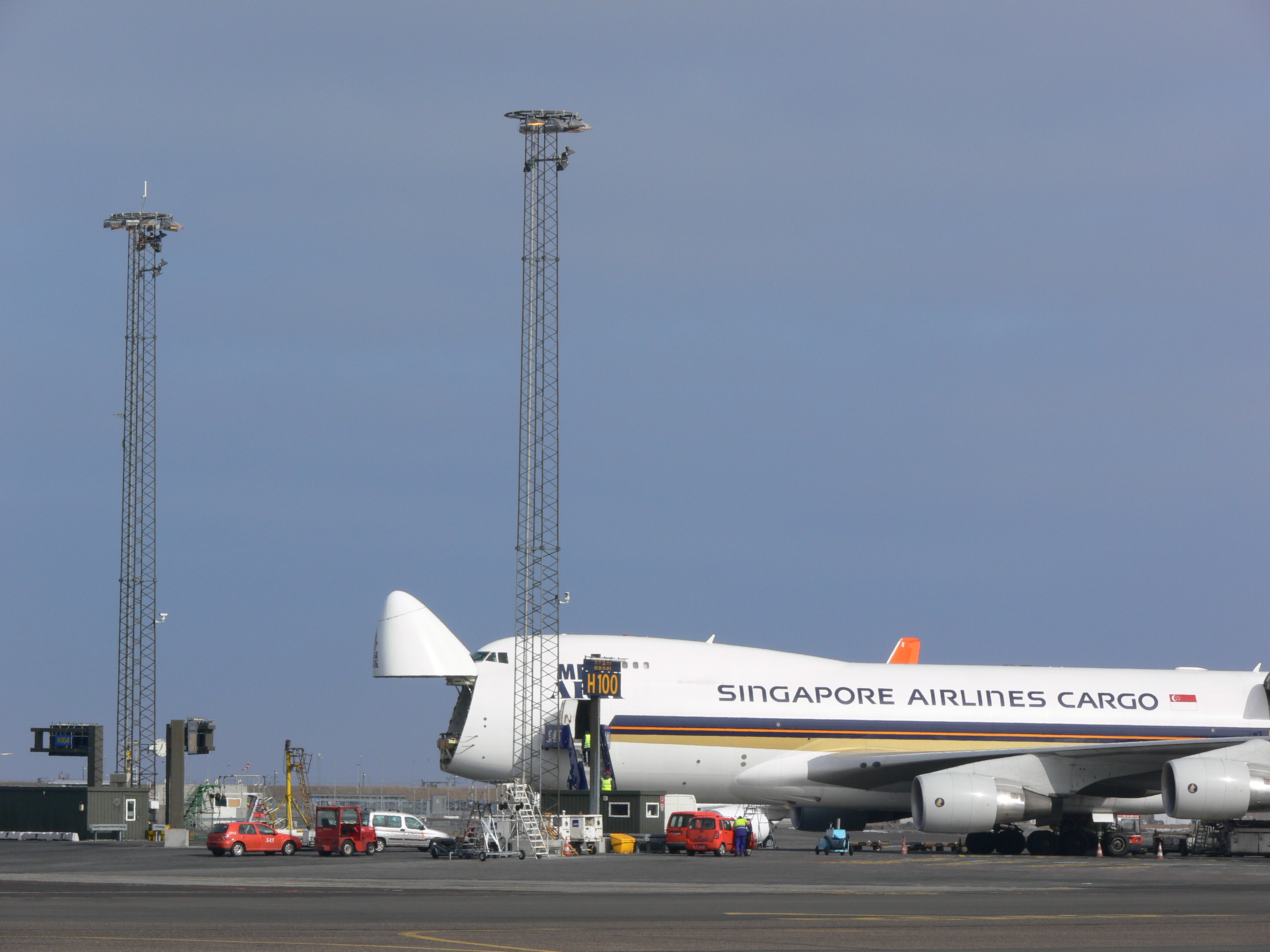
在哥本哈根的新航貨運波音747

新航貨運的機隊草創於2001年，其初期的9架波音747貨機均由原本的新加坡航空管理下轉移而來，一般以租借方式營運，包括此後購置的新的貨機。同時，客機的貨物亦會改由新航貨運負責處理，客機的貨物載重量為9-23公噸（視飛機型號）。
新航貨運目前共有7架波音747-400F。貨機的載重量為110公噸（比任何一架早期型號都要高），航程達8245公里，設有可掀起的機鼻艙門，能夠控制貨艙溫度和進行貨艙壓力調整。截至2017年12月1日，新航貨運機隊如下。
| 飛機名稱      | 目前擁有 | 訂購中 | 選擇權 | 發動機     |
| ------------- | -------- | ------ | ------ | ---------- |
| 波音 747-412F | 7        | 0      | 0      | 普惠PW4056 |
| 總計          | 7        | 0      | 0      |            |

## 另見
- 新加坡航空